# Hyoscyamus
Hyoscyamus Tourn. ex L., 1753 è un genere di piante della famiglia delle Solanacee.

## Tassonomia
Il genere comprende le seguenti specie:
- Hyoscyamus afghanicus Pojark.
- Hyoscyamus albus L.
- Hyoscyamus arachnoideus Pojark.
- Hyoscyamus aureus L.
- Hyoscyamus bornmuelleri Khat.
- Hyoscyamus boveanus (Dunal) Asch. & Schweinf.
- Hyoscyamus coelesyriacus Bornm.
- Hyoscyamus desertorum (Asch. ex Boiss.) Täckh.
- Hyoscyamus flaccidus C.Wright
- Hyoscyamus gallagheri A.G.Mill. & Biagi
- Hyoscyamus grandiflorus Franch.
- Hyoscyamus insanus Stocks
- Hyoscyamus kotschyanus Pojark.
- Hyoscyamus kurdicus Bornm.
- Hyoscyamus leptocalyx Stapf
- Hyoscyamus leucanthera Bornm. & Gauba
- Hyoscyamus longipedunculatus C.C.Towns.
- Hyoscyamus malekianus Parsa
- Hyoscyamus multicaulis Rech.f. & Edelb.
- Hyoscyamus muticus L.
- Hyoscyamus niger L.
- Hyoscyamus nutans Schönb.-Tem.
- Hyoscyamus orthocarpus Schönb.-Tem.
- Hyoscyamus pojarkovae Schönb.-Tem.
- Hyoscyamus pusillus L.
- Hyoscyamus reticulatus L.
- Hyoscyamus rosularis Schönb.-Tem.
- Hyoscyamus senecionis Willd.
- Hyoscyamus squarrosus Griff.
- Hyoscyamus tenuicaulis Schönb.-Tem.
- Hyoscyamus tibesticus Maire